# Armée impériale brésilienne
Pour les articles homonymes, voir Armée impériale.
 (janvier 2017).
Si vous disposez d'ouvrages ou d'articles de référence ou si vous connaissez des sites web de qualité traitant du thème abordé ici, merci de compléter l'article en donnant les références utiles à sa vérifiabilité et en les liant à la section « Notes et références ».
L'Armée impériale brésilienne (portugais : Exército Imperial Brasileiro) était l'Armée de terre de l'empire du Brésil de 1822 à 1889. L'armée brésilienne a été formé après l'indépendance du pays du Portugal en 1822 et réformé en 1889, après le coup d'État républicain qui a créé la República Velha.

## Formation
L'Armée impériale fut créée durant l'Indépendance du Brésil en septembre 1822. Son origine remonte aux troupes brésiliennes portugaises restées au Brésil sous le commandement du prince Pierre, régent du royaume du Brésil. Quand le prince proclama l'indépendance et devint le premier empereur du Brésil, les troupes fidèles formèrent l'Armée impériale du nouvel Empire. L'armée fut d'abord composée de Brésiliens, Portugais et de mercenaires étrangers; la plupart de ses commandants étaient des mercenaires et des officiers portugais fidèles à Pierre Ier. Les partisans de l'indépendance brésilienne élargirent l'armée brésilienne par l'enrôlement de force des citoyens, les immigrants étrangers, mercenaires et esclaves brésiliens.

## Commandement

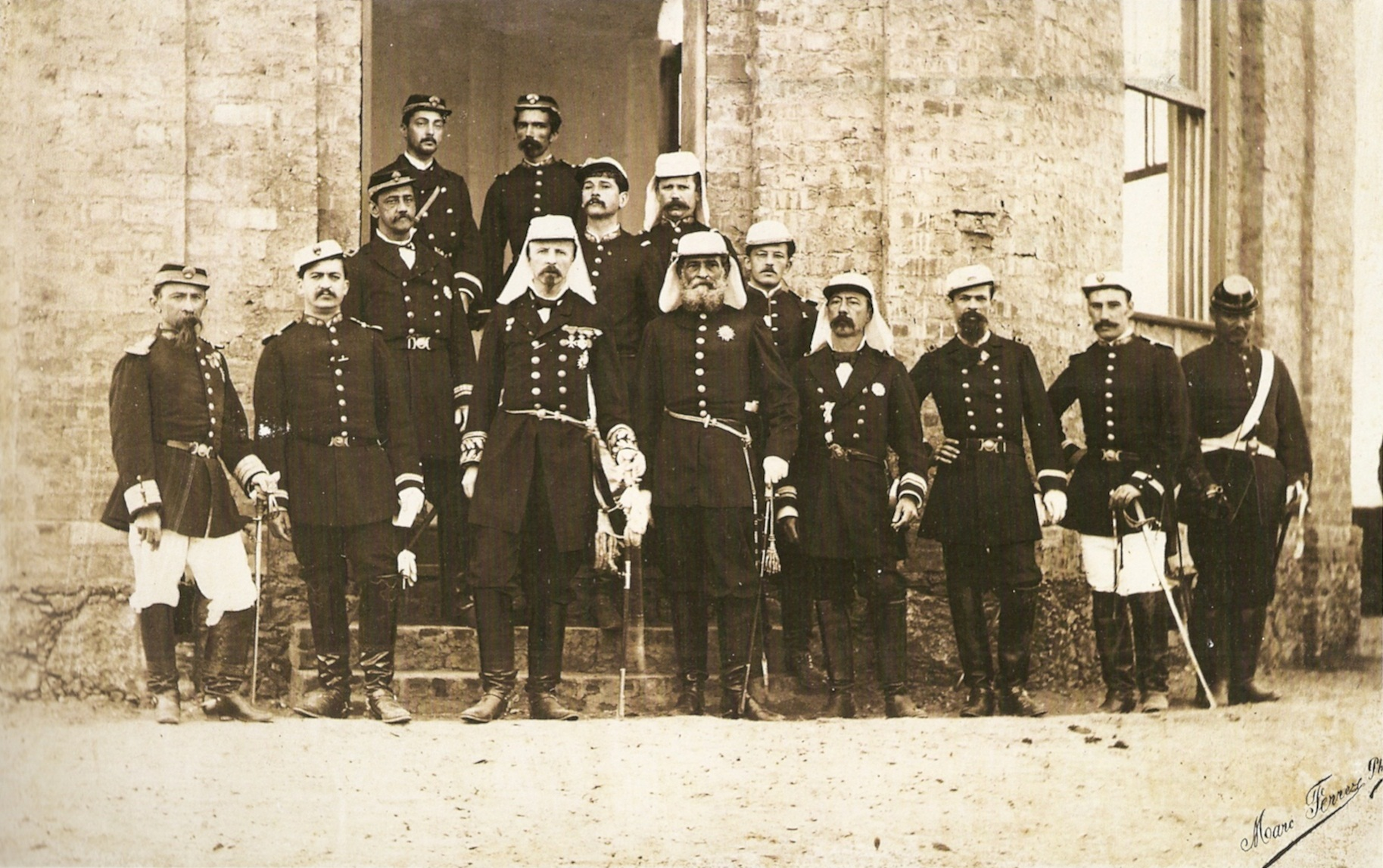
Le haut commandement de l'Armée impériale brésilienne en 1885, y compris le prince Gaston, comte d'Eu et de Deodoro da Fonseca, 1er Président du Brésil.

En vertu des articles 102 et 148 de la Constitution, les forces armées brésiliennes étaient subordonnés à l'empereur en tant que commandant en chef. Il était aidé par les ministres de la Guerre et de la Marine dans les questions relatives à l'Armée et de la Marine respectivement, même si le premier ministre conserve un pouvoir de contrôle des deux branches dans la pratique. Les ministres de la Guerre et de la Marine étaient, à quelques exceptions près, des civils. Le modèle choisi est le système parlementaire ou anglo-saxon, dans laquelle « le pays des forces armées a observé l'obéissance sans restriction au gouvernement civil, tout en maintenant la distance de décisions et les décisions se rapportant à la sécurité des frontières politiques ».
Au cours des 67 années d'existence de la monarchie , il y eut 76 ministres de la Guerre.

## Structures

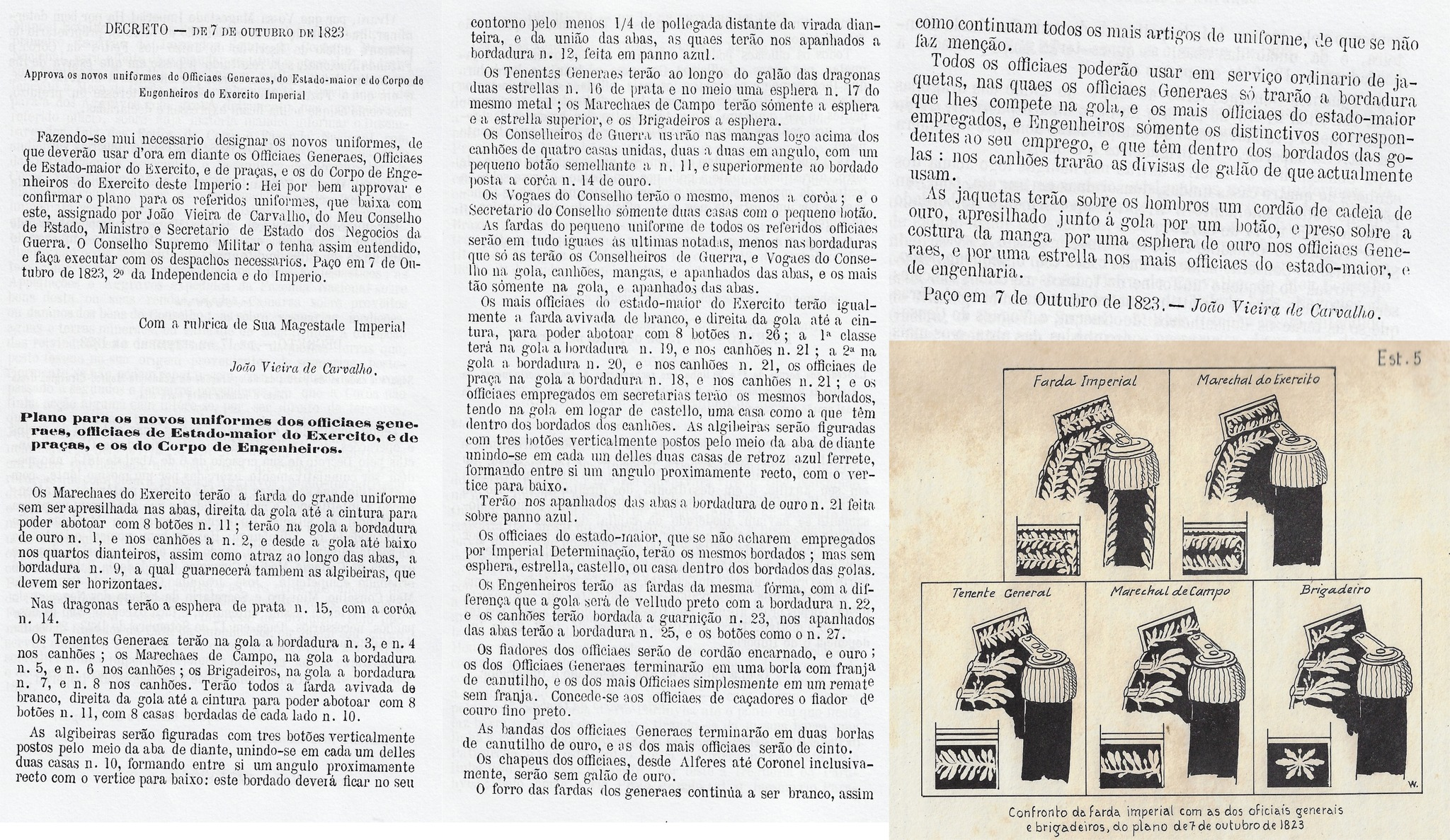
Acte uniforme de l'année 1823.

L'Armée nationale, ou armée impériale durant la monarchie, se divisait en deux branches: la 1re  ligne, qui était l'armée elle-même; et la 2e ligne, formée par les milices et préposés héritée de l'époque coloniale. L'armée suivait une organisation similaire similaires aux forces armées britanniques et américaines de l'époque, dans laquelle une petite armée permanente pourrait rapidement augmenter sa force en cas d'urgence par l'adjonction d'une force de réserve de la milice (au Brésil, la Garde nationale). En 1824, l'armée de la 1re ligne comprenait 24.000 hommes, tout aussi bien formés et équipés que leurs équivalents européens. À la fin de la guerre d'indépendance, les forces armées brésiliennes étaient donc déjà bien organisés et équipés, notamment grâce au fort soutient que l'empereur manifestait envers l'Armée.

### Éducation militaire
La formation des officiers se déroulait dans l'Académie militaire impériale (qui pris par la suite) le nom de Collège militaire) bien que cette filière n'était pas obligatoire pour progresser dans l'Armée. Le cursus complet comprenait sept années de formation, chacune avec ses matières propres:
- 1re année : arithmétique, algèbre, géométrie, trigonométrie et dessin technique
- 2e année : algèbre, la géométrie, la géométrie analytique, calcul différentiel et intégral, la géométrie descriptive et dessin technique
- 3e année : mécanique, balistique et dessin technique
- 4e année : trigonométrie sphérique, la physique, l'astronomie, la géodésie, la géographie et le dessin technique
- 5e année : tactique, stratégie, le camping, la fortification en campagne, terrain de reconnaissance et de la chimie
- 6e année : fortification régulière et irrégulière, attaquer et de défendre des forteresses, architecture civile, des routes, des ports, des canaux, minéralogie et dessin technique
- 7e année : artillerie, les mines et l' histoire naturelle

Le personnel des branches d'infanterie et de cavalerie ne devaient étudier que les disciplines de la 1re année et de la 5e année, tout en pouvant étudier celles des autres années s'il le désiraient; tandis que les ingénieurs et les canonniers étaient obligés de suivre le cursus complet, ce qui valorisa leurs branches, celles-ci étant considérées comme les plus prestigieuses.

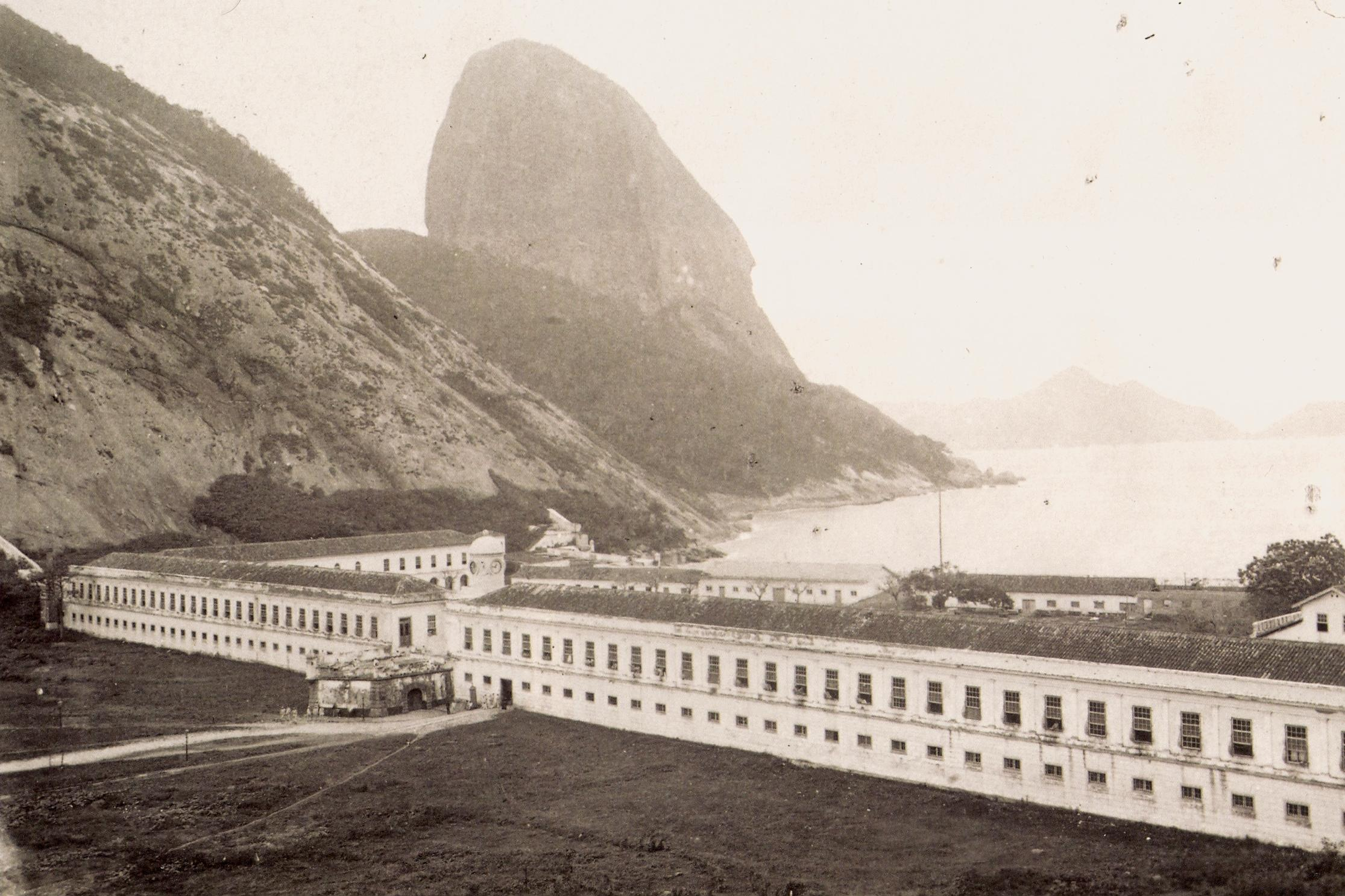
Le collège militaire (connu auparavant comme Académie militaire) à Rio de Janeiro, 1888.

En 1845, le Collège militaire fut scindé en deux moitiés: une moitié conserva le nom de «Collège militaire» et l'autre moitié devint le Collège Central. Une nouvelle réforme, instituée par le décret nº585 du 6 Septembre 1850, permit d'améliorer considérablement la qualité des officiers de l'armée impériale. Dès lors, la progression dans la carrière militaire d'un soldat se mesurait à travers l'ancienneté, le mérite et le CV académique, au-delà d'une nette préférence pour le personnel diplômé du Collège militaire. Le 20 Septembre 1851, le cabinet conservateur a créé une branche du Collège militaire de Porto Alegre. L'emplacement du collège Porto Alegre fournit des cours d'infanterie et de cavalerie, y compris les disciplines prises à partir du 1er et 5e années d'études. 
En 1874, le Collège polytechnique de Rio de Janeiro fut créé à partir de l'école militaire, avec un cursus axé sur la fourniture de cours de génie civil. Pour l'exercice de 1873-74, le gouvernement a alloué environ 27 pour cent du budget de l'armée et de la marine à la formation des officiers.

## Engagements

### La guerre de Cisplatine
L'Empire a déclaré la guerre contre les Provinces-Unies du Rio de la Plata (maintenant l'Argentine) en 1825 en raison de leur soutien à la révolte sécessionniste de la province brésilienne de Cisplatine. L'Argentine et les troupes sécessionnistes cisplatine firent usage de tactiques de guérilla qui empêchèrent l'armée brésilienne, beaucoup plus forte (1re  ligne avec 27,242 hommes et 2e ligne avec 95,000), de livrer une bataille rangée qui aurait écrasé ses ennemis. À la fin du conflit, le Brésil compta plus de 8000 morts et l'estime porté à l'armée prit un coup. Le retrait brésilien conduisit à l'indépendance de la Cisplatine (aujourd'hui l'Uruguay), et a été la seule guerre perdue par le Brésil dans son histoire post-coloniale. L'armée a blâmé l'empereur pour avoir échoué à convaincre le Parlement de voter des financements supplémentaires, tandis que les libéraux ont considéré le monarque comme responsable des coûts élevés du conflit.

### Période de régence
L'abdication de Pierre Ier abouti à la réduction des effectifs de l'Armée. Les libéraux étaient contre l'armée pour des raisons idéologiques et économiques: leur objectif était notamment d'empêcher toute possibilité de retour au Brésil par Pierre Ier en affaiblissant l'une des institutions les plus connectés à l'ancien empereur. Certains bataillons ont été dissous tandis que d'autres ont été transférés dans des provinces éloignées. La plupart des soldats furent renvoyés; le recrutement fut suspendu et toute promotion d'officier interdit.
Le 30 août 1831, la régence libérale réduisit l'armée à moins de 10 000 hommes, et des réductions ultérieures ramenèrent ce nombre à seulement 6000 soldats. En outre, les bataillons formés par des mercenaires furent également été dissous.
Dans le but d'aider une armée réduite comme peau de chagrin, le gouvernement créa la Garde nationale le 18 Août 1831. Cette nouvelle institution devrait remplacer les anciennes milices de seconde ligne qui furent dissoutes en même temps. La Garde Nationale n'avait pas de troupes permanentes, ni de casernes pour le dépôt de troupes. En temps de guerre, de la Garde nationale devait être incorporé dans les troupes de première ligne et n'a été guère plus qu'une force de réserve de l'armée impériale.
Les résultats de la politique du Parti libéral envers l'armée se firent rapidement ressentir. Le gouvernement se révéla tout a fait incapable de combattre les rébellions qui ont eu lieu dans le pays au cours de la seconde moitié des années 1830. Toutefois, l'élection du conservateur Pedro de Araújo Lima au poste de régent en 1837 changea totalement la donne. Le Parti conservateur, fort soutient des militaires, réorganisa et rééquipa l'armée, portant ses effectifs à 18 000 hommes. Grâce à ces réformes, l'armée impériale remporta plusieurs victoires sur les révoltes provinciales (Cabanagem, Sabinada et Guerre Ragamuffin entre autres). Au début des années 1840 , une nouvelle réorganisation de l'armée lui donna plus de capacités et de cohérence.

### Guerre de la Plata

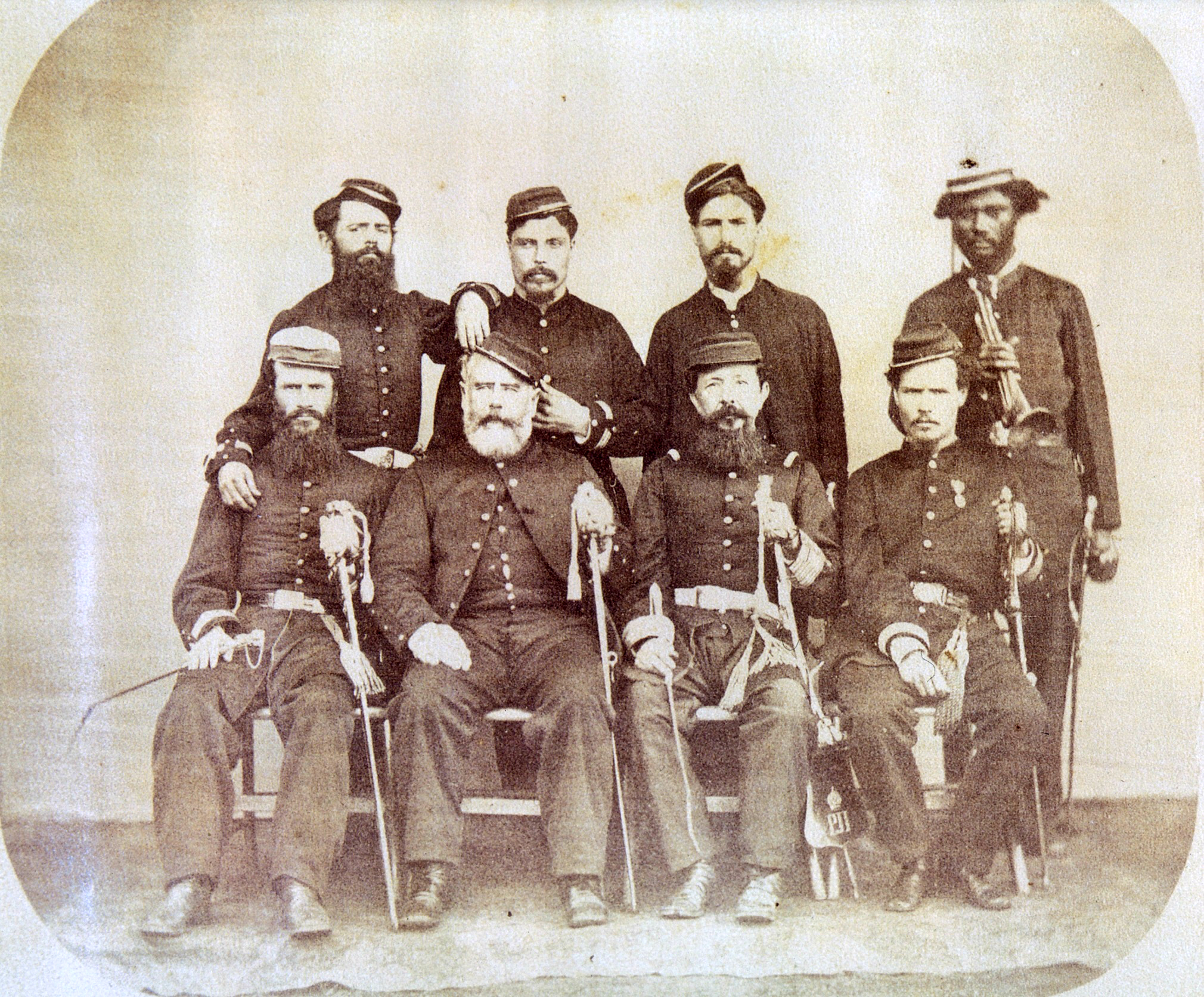
Le colonel Joca Tavares (premier rang, troisième à partir de la gauche) et ses assistants immédiats, y compris José Francisco Lacerda, mieux connu sous le surnom de "Chico Diabo" (second rang, troisième à partir de la gauche), responsable du meurtre de Francisco Solano López dans la guerre du Paraguay.

En 1851, l'armée impériale était composée de plus de 37.000 hommes, dont les 20.000 qui participèrent à la guerre de la Plata contre la Confédération argentine, qui s'opposait aux intérêts de l'Empire brésilien ; guerre qui prit fin en 1852 avec la victoire du Brésil à la bataille de Caseros. Cette victoire établit pendant un certain temps l'hégémonie brésilienne sur l'Amérique du Sud, et marqua le début d'une période de stabilité économique et politique pour l'Empire.
La guerre de l'Uruguay (qui a été suivie par la guerre du Paraguay), a révélé la négligence complète dont fut victime l'armée impériale après 1852. L'armée manqua d'équipement, de munitions, d'uniformes ou de transports. Avec seulement 18 000 hommes en 1864, il s'avéra nécessaire de rechercher des forces de réserve pour participer à l'effort de guerre. En 1864, l'effectif de la Garde nationale était de 440 000 hommes; mais en dépit de ces chiffres impressionnants, le potentiel militaire de la Garde fut considérablement réduit par leur manque de formation et d'équipement, et par la résistance par la plupart des membres de la Garde face au déploiement sur le théâtre des opérations. À partir de là, la Garde nationale sera progressivement mis de côté au profit de l'armée. Le Corps des volontaires de la Patrie a été créé le 7 Janvier 1865, et reçu bénévoles et conscrit Brésiliens. La nomination du marquis de Caxias en tant que commandant de l'armée impériale au milieu de 1866 mit fin à l'anarchie organisée qui régnait jusque là. En 1865, 18 000 hommes ont été déployés dans le territoire ennemi, nombre qui passa à 67 365 en 1866; 71 039 en 1867; et enfin 82 271 en 1869.
Le marquis de Caxias réorganisa les troupes qui reçurent des uniformes, du matériel et des armes de qualité égale à ceux de l'armée prussienne. Le service de santé de l'armée impériale était d'une efficacité inférieure à celui des forces américaines durant la guerre de Sécession, mais supérieure aux services de santé qui opérèrent durant la guerre de Crimée. Le conflit dura pendant plus de cinq ans et coûta la vie à 50 000 Brésiliens ; cependant, l'Empire remporta la victoire et maintint sa suprématie sur le reste de l'Amérique du Sud.
Ce conflit mobilisa 154,996 hommes qui se répartirent en 1864 comme suit :
- 10 025 hommes en Uruguay
- 2047 hommes dans la province de Mato Grosso
- 55 985 volontaires de la Patrie
- 60 009 gardes nationaux
- 8570 ex-esclaves
- Un contingent supplémentaire de 18.000 Gardes nationaux restés au Brésil pour défendre le territoire national.